# Tödlicher Tag
Tödlicher Tag (Originaltitel: The Long Day’s Dying) ist ein britischer Antikriegsfilm von 1968 unter der Regie von Peter Collinson. Die Hauptrollen sind besetzt mit David Hemmings, Tony Beckley, Tom Bell und Alan Dobie.
Das Drehbuch beruht auf Alan Whites Roman The Long Day’s Dying, erschienen 1965 in London.

## Handlung
Zweiter Weltkrieg: Drei junge, britische Fallschirmjäger, die von ihrem Regiment getrennt worden sind, warten in einem zerstörten Haus darauf, dass ihr Unteroffizier ihnen zu Hilfe kommt. Zwischen den jungen Männern, die sehr verschiedene Persönlichkeiten sind, kommt es zu Spannungen. John, eigentlich ein Pazifist, fühlt sich hin- und hergerissen. Trotz seiner Einstellung, ist er dennoch stolz auf seine beim Militär erworbenen Fähigkeiten. Tom Cooper, der älteste der drei, ist vorsichtig abwägend und bemüht, sich penibel an die Vorschriften zu halten. Cliff dagegen ist geradezu enthusiastisch, wenn es um militärische Belange geht, gibt sich christlich, zeigt sadistische und impulsiv gewalttätige Tendenzen und belächelt John für seine pazifistische Haltung.
John und Tom werden von dem deutschen Offizier Helmut überrascht und mit einer Waffe bedroht. Er will Auskunft darüber haben, wo sich die Offiziere bzw. weiteren Männer ihres Regiments befinden. Als Cliff hinzukommt, wird auch er von Helmut entwaffnet und in Schach gehalten. Das Blatt wendet sich jedoch, als es John durch einen Messerwurf gelingt, den Deutschen am Hals zu verletzen. Die drei Männer versuchen nun ihrerseits Informationen über die Taktik der Deutschen von Helmut zu erhalten, sind jedoch weiterhin auf Vermutungen angewiesen. Allerdings stellt sich heraus, dass der Deutsche mit dem Gedanken spielte, überzulaufen, aber zumindest ein Zeichen setzen wollte, dass er mit dem Vorgehen der deutschen Wehrmacht nicht einverstanden sei. 
Als die kleine Truppe bei einem Patrouillengang auf ein versteckt liegendes Bauerngehöft stößt, übernimmt John die Aufgabe voranzugehen und erschießt die bis auf einen Wachposten vermeintlich schlafenden deutschen Soldaten fast im Alleingang. Es stellt sich heraus, dass die Deutschen allesamt bereits seit geraumer Zeit tot waren. Kurz darauf kommt es zwischen John und Cliff zu einer Auseinandersetzung, als Cliff zwei toten Männern die Goldzähne herausreißt. Nachdem die vier ihren Fußmarsch fortgesetzt haben, finden sie in der Morgendämmerung ihren Unteroffizier mit durchschnittener Kehle. Kurze Zeit später naht eine deutsche Patrouille. Die Männer werden von ihnen erschossen. Bei dieser Aktion findet auch Cliff den Tod. 
Schließlich gelangen John und Tom Cooper zusammen mit Helmut in die Nähe der britischen Linien. Dort feuert man Leuchtspurgeschosse auf sie ab. Helmut befiehlt John und Tom Cooper geistesgegenwärtig englische Songs zu singen, um zu zeigen, dass sie keine Feinde seien. Der Gesang geht jedoch im Lärm der Explosionen und des Gewehrfeuers unter. Tom wird durch eine Granatenexplosion getötet. Nun sind nur noch John und Helmut übrig. Obwohl Tom von sich selbst behauptet, überzeugter Pazifist zu sein, tötet er den deutschen Soldaten Helmut, der neben ihm liegt, und für den er sich bisher immer eingesetzt hatte, mit einer langen Nadel. Aufgewühlt von dem, was er gerade erlebt, taumelt er dann erneut in die Schusslinie der Engländer, wo er erschossen wird, bevor sie ihn noch als einen der ihren erkannt haben.

## Produktionsnotizen
Die Filmaufnahmen entstanden vor Ort in Chertsey in der Grafschaft Surrey sowie in den Twickenham Studios in London. Es handelt sich um eine Produktion der Paramount Pictures/Junction Films. Der Film wurde im Mai 1968 auf dem Festival in Cannes vorgestellt. Am 28. Mai 1968 lief er in New York an. Er wurde außerdem im Juli 1968 auf dem San Sebastián Film-Festival in Spanien (Titel: Todo un dia para morir) und im September 1969 auf dem Film-Festival in Adelaide in Australien gezeigt. In der Bundesrepublik Deutschland kam er erstmals am 14. Februar 1969 unter dem Titel Tödlicher Tag in die Kinos.
Der Film weist die Besonderheit auf, dass er großteils mit inneren Monologen der Soldaten arbeitet. Das, was sie denken, wird dem Zuschauer hörbar gemacht. 

## Kritik
Das Lexikon des internationalen Films befand: „Im Verzicht auf den üblichen Aufwand ungewöhnlicher, in der Analyse des Verhaltens beklemmender Antikriegsfilm.“
Varietys Kritik war insgesamt negativ, man sprach von unzähligen Plattitüden, die man ähnlich schon in anderen Antikriegsfilmen gesehen habe. Dem Drehbuch fehle es an dramatischen Wendungen. Noch schlimmer sei aber, dass man für keinen der vier Männer Sympathie oder Interesse entwickeln könne, die inneren Monologe unbeholfen seien und man ihrem wirklichen Wesen nie näherkomme.
Renata Adler von der New York Times urteilte, was die Handlung betrifft, ähnlich. Die Schauspielerleistungen seien in Ordnung und es gebe einige ausgezeichnete Szenen im Film. Jedoch sei das Drehbuch von Charles Wood nahezu unerträglich.
Timeout sprach von einer ungeschickten Anpassung des Drehbuchs an den Roman, vielen Kameratricks, und einer eindringlichen, aber vortäuschenden Weichzeichner-Fotografie. Den Schauspielern wurden ausgezeichnete Leistungen bestätigt, besonders Tom Bell.
Zu einem eher lobenden Urteil gelangte der Evangelische Film-Beobachter: „Konsequent eigentlich auch da, wo das Blut allzu rot sprudelt. Zarten Gemütern nicht zu empfehlen, da der gut gemachte Film Szenen von kriegsbedingter Grausamkeit enthält.“